# Il mostro invincibile
Il mostro invincibile (ガメラ対宇宙怪獣バイラス?, Gamera tai uchū kaijū Bairasu, lett. "Gamera vs. il mostro spaziale Viras"), noto anche come Ai confini del mondo - Il mostro invincibile, è un film del 1968 diretto da Noriaki Yuasa.
Il protagonista di questo film di fantascienza è Gamera, un kaijū ("mostro misterioso") a forma di gigantesca testuggine particolarmente amato dai bambini in Giappone.

## Trama
Due scout, in seguito ad una escursione con un piccolo sottomarino, incontrano il gigantesco mostro misterioso Gamera sul fondo del mare. Degli alieni rapiscono la gigantesca testuggine e i due scout.
Gli extraterrestri, utilizzando un particolare dispositivo, riescono a controllare la volontà di Gamera, che viene utilizzato per distruggere il Giappone e conquistare il mondo. 
I due ragazzi riescono a liberare Gamera dal controllo degli alieni e questi ultimi si fondono insieme per creare Viras, un mostro simile a un calamaro. Tuttavia verrà sconfitto da Gamera.

## Distribuzione
Nell'edizione italiana del 1969 il film fu rititolato Ai confini del mondo - Il mostro invincibile. Il doppiaggio era a cura della SINC Cinematografica di Mimmo Palmara, doppiaggio in cui il nome del protagonista è stato cambiato in King.
La pellicola è entrata nel pubblico dominio negli Stati Uniti, dove fu distribuita coi titoli Gamera vs. Viras, Destroy All Planets e Gamera vs. The Outer Monster Viras.

## Accoglienza

### Critica
Fantafilm scrive che il film "non fu particolarmente amato dai critici" e che "presenta una delle più curiose astronavi extraterrestri mai apparse sullo schermo: cinque palle da ping-pong a strisce orizzontali nere e gialle, unite assieme da una giuntura circolare e che sprigionano il raggio risucchiatore."